# Hoffmannia vulcanicola
Hoffmannia vulcanicola är en måreväxtart som beskrevs av Paul Carpenter Standley och Julian Alfred Steyermark. Hoffmannia vulcanicola ingår i släktet Hoffmannia och familjen måreväxter.
Artens utbredningsområde är Guatemala. Inga underarter finns listade i Catalogue of Life.